# Барбоза, Дуарте
Дуа́рте Барбо́за (порт. Duarte Barbosa; ок. 1480. Лиссабон — 1 мая 1521, Себу) — португальский офицер, мореплаватель и писатель. Наиболее известен тем, что во время своей службы в Португальской Индии в 1500—1516 годах написал «Книгу Дуарте Барбозы» (порт. O livro de Duarte Barbosa), содержащую подробное описание этого региона, населяющих его народов и их обычаев. В 1519 году записался в экспедицию Фернана Магеллана, которому приходился шурином. Погиб в 1521 году на острове Себу в стычке с воинами местного правителя.

## Биография
Дуарте Барбоза родился, вероятно, в последней четверти XV века. Его отец, Диогу Барбоза, также был мореплавателем и некоторое время служил в Индии. Службу Дуарте начал в 1501 или 1502 году в качестве писца под руководством своего дяди Гонсалу в одной из факторий на Малабарском берегу, вероятно, в Кочине или Каннуре, вскоре выучил местный язык малаялам, что помогло ему собрать множество сведений об истории и культуре региона, позднее неоднократно выполнял обязанности переводчика на службе у Афонсу де Албукерка. В 1513 году получил повышение и должность старшего писца. Вернулся в Португалию в 1517 году, где и издал свою книгу.
Вскоре семья Барбоза по ряду причин покинула Португалию и переселилась в Севилью, где отец Дуарте получил высокую должность коменданта крепости. В этом же году в Севилью прибыл Фернан Магеллан, решивший предложить Карлосу I свой ранее отвергнутый португальским королём проект экспедиции к Островам пряностей, которых, по его мнению, было проще достичь, двигаясь на запад в обход Южной Америки, побережье которой тогда было почти не исследовано. Очевидно, он был хорошо знаком с семьей Барбоза, поскольку поселился в их доме и вскоре женился на Беатрис, сестре Дуарте. Барбоза-старший, используя свои связи, убедил высокопоставленных лиц выслушать проект Магеллана, а Дуарте выразил желание присоединиться к экспедиции и принял деятельное участие в её подготовке.
Дуарте Барбоза во многом поспособствовал успеху экспедиции (так, например, он весьма активно противодействовал мятежникам во время бунта в бухте Сан-Хулиан, после чего был назначен капитаном одного из судов). После гибели Магеллана в стычке с туземцами на острове Мактан Дуарте на короткое время оказался лидером флотилии вместе с Жуаном Серраном. Однако вскоре, на острове Себу, местный правитель во время пира, на котором присутствовало большинство офицеров и штурманов экспедиции, приказал своим воинам напасть на них. В числе прочих был убит и Дуарте Барбоза.